# БелАПП
БелАпп (Білоруська асоціація пролетарських письменників) — літературне об'єднання, створене в 1928 році після другого розколу (реорганізації) «Маладняка».

## Історія
Всебілоруський з'їзд «Маладняк» (25-28.11.1928) оголосив себе 1-м з'їздом БелАПП, статут прийнятий 10.3.1929. Керівний орган — Правління і його секретаріату. Друкований орган — журнал «Маладняк» (з № 12, 1928).
БелАПП продовжувала літературну полеміку, розпочату ще за часів «Маладняка». У діяльності виділяються 2 етапи: 1928-1930 та 1930-1932 роки. Одночасно пропагувала особливий діалектико-матеріалістичний метод в літературі, стверджувала «теорію живої людини», втягувалася в адміністрування. Претендувала на керівне місце в білоруській літературі.
Мала литовську, польську та єврейську секції. Існували бобруйське, вітебське, гомельське, могильовське, мінське, полоцьке та інші відділення, які в 1930 році були ліквідовані — на їх базі створено літературні гуртки, студії при великих підприємствах і колгоспах. БелАПП припинила діяльність у 1932 році.
Членами об'єднання були Анатоль Астрейка, Змітрок Астапенко, Пятрусь Бровка, Платон Головач, Юрка Гаврук, Ілля Гурський, Алесь Звонак, Аркадій Кулєшов, Міхась Линьков, Борис Микулич, Ригор Мурашка, Ян Скриган, Олесь Сологуб, Юлій Тавбін, Валентин Тавлай, Павлюк Трус, Станіслав Шушкевич та інші.